# Jack Lowden
Jack Andrew Lowden (Chelmsford, 2 giugno 1990) è un attore britannico.

## Biografia
Nato nell'Essex, è cresciuto nel villaggio di Oxton nella Scozia sud-orientale. Da bambino frequentò anche corsi di danza come il fratello minore Calum, divenuto in seguito ballerino professionista, ma scoprì che era più portato per la recitazione. A dieci anni i genitori lo iscrissero al Scottish Youth Theatre di Edimburgo e nel corso degli anni ha preso parte a varie produzioni teatrali. Ha completato gli studi di recitazione alla Royal Scottish Academy of Music and Drama, diplomandosi nel 2011.
Ha ottenuto numerosi successi a teatro in ruoli da protagonista, tra cui la sua interpretazione di Oswald in Ghosts di Henrik Ibsen, per il quale ha vinto un Ian Charleson Award e un Laurence Olivier Award come miglior attore non protagonista nel 2014. Dopo un assortimento di apparizioni televisive e cinematografiche, si fa notare a livello internazionale grazie al ruolo Nikolai Rostov (fratello di Natasha) nella miniserie della BBC Guerra e pace. Nel 2016 ha interpretato il politico britannico Tony Benn nel film A United Kingdom - L'amore che ha cambiato la storia e ha recita al fianco di Rachel Weisz e Tom Wilkinson ne La verità negata.
Nel 2017 recita nel film bellico di Christopher Nolan Dunkirk, e interpreta il ruolo del cantante Morrissey nel film biografico England Is Mine.

### Vita privata
Dal 2017 ha una relazione con l'attrice Saoirse Ronan, conosciuta sul set del film Maria regina di Scozia, e la coppia si è sposata a Edimburgo nel 2024.

## Filmografia

### Attore

#### Cinema
- uwantme2killhim?, regia di Andrew Douglas (2013)
- '71, regia di Yann Demange (2014)
- Pan - Viaggio sull'isola che non c'è (Pan), regia di Joe Wright (2015)
- Tommy's Honour, regia di Jason Connery (2016)
- A United Kingdom - L'amore che ha cambiato la storia (A United Kingdom), regia di Amma Asante (2016)
- La verità negata (Denial), regia di Mick Jackson (2016)
- Calibre, regia di Matt Palmer (2017)
- England Is Mine, regia di Mark Gill (2017)
- Dunkirk, regia di Christopher Nolan (2017)
- Maria regina di Scozia (Mary Queen of Scots), regia di Josie Rourke (2018)
- Una famiglia al tappeto (Fighting with My Family), regia di Stephen Merchant (2019)
- Capone, regia di Josh Trank (2020)
- Kindred, regia di Joe Marcantonio (2020)
- Benediction, regia di Terence Davies (2021)

#### Televisione
- Being Victor – serie TV, episodio 1x03 (2010)
- Mrs Biggs – miniserie TV, 2 puntate (2012)
- The Tunnel – serie TV, 10 episodi (2013)
- The Passing Bells – miniserie TV, 5 puntate (2014)
- Wolf Hall – miniserie TV, 1 puntata (2015)
- Guerra e pace (War & Peace) – miniserie TV, 6 puntate (2016)
- The Long Song – miniserie TV, 3 puntate (2018)
- Small Axe – miniserie TV, puntata 1 (2020)
- Slow Horses – serie TV, 18 episodi (2022-)
- Il Signore degli Anelli - Gli Anelli del Potere (The Lord of the Rings: The Rings of Power) – serie TV, episodio 2x01 (2024)

### Doppiatore
- Battlefield 1 – videogioco (2016)

## Teatro
- Black Watch di Gregory Burke, regia di John Tiffany. National Theatre of Scotland, tour britannico e statunitense (2010-2011)
- Chariots of Fire di Mike Bartlett, regia di Edward Hall. Hampstead Theatre e Gielgud Theatre di Londra (2012)
- Spettri di Henrik Ibsen, regia di Richard Eyre. Almeida Theatre e Trafalgar Studios di Londra (2013-2014)
- Elettra di Sofocle, regia di Ian Rickson. Old Vic di Londra (2014)
- Misura per misura di William Shakespeare, regia di Josie Rourke. Donmar Warehouse di Londra (2018)
- The Fifth Step di David Ireland, regia di Fin den Horteg. Dundee Rep Theatre di Dundee, Royal Lyceum Theatre di Edimburgo, Pavilion Theatre di Glasgow (2024)

## Riconoscimenti
- Golden Globe
  - 2025 - Candidatura per il miglior attore non protagonista in una serie per Slow Horses
- BAFTA
  - 2020 - Candidatura per la miglior stella emergente
  - 2023 - Candidatura per il attore non protagonista in una serie televisiva per Slow Horses
  - 2024 - Candidatura per il attore non protagonista in una serie televisiva per Slow Horses
- Premio Emmy
  - 2024 - Candidatura per il miglior attore non protagonista in una serie drammatica per Slow Horses
- Premio Laurence Olivier
  - 2014 - Miglior attore non protagonista per Spettri

## Doppiatori italiani
Nelle versioni in italiano delle opere in cui ha recitato, Jack Lowden è stato doppiato da:
- Francesco Pezzulli in A United Kingdom - L'amore che ha cambiato la storia, Guerra e pace, Calibre, Una famiglia al tappeto
- Andrea Mete in Dunkirk
- Marco Vivio in Capone
- Davide Albano ne La verità negata
- Emiliano Coltorti in Maria regina di Scozia
- Flavio Aquilone in Slow Horses
- Edoardo Stoppacciaro ne Il Signore degli Anelli - Gli Anelli del Potere
- Mattia Bressan in Battlefield 1 [6]